# 539 هـ
539 هـ هي سنة في التقويم الهجري امتدت مقابلةً في التقويم الميلادي بين سنتي 1144 و1145.

## أحداث
- تحرير الرها على يد عماد الدين زنكي

## مواليد
- أبو الفرج البغدادي - عالم وفقيه عراقي.
- بهاء الدين بن شداد
- شهاب الدين عمر السهروردي

## وفيات
- تاشفين بن علي
- ابن الفخار الحضرمي